# Facciamo paradiso
Facciamo paradiso è un film del 1995 diretto da Mario Monicelli, liberamente tratto da uno dei racconti della raccolta Vite di uomini non illustri di Giuseppe Pontiggia.
L'opera delinea un ritratto della società italiana a partire dal secondo dopoguerra, anche immaginandone gli sviluppi fino al 2011, nel raccontare la vita della protagonista, attraverso gli eventi che hanno fortemente caratterizzato e modificato i rapporti sociali nell'ultima metà del XX secolo, visti e vissuti in un'ottica femminile.
Il film ebbe valutazioni poco favorevoli da parte della critica cinematografica che sottolineò la superficiale trattazione dei temi politici, particolarmente del 1968 e del femminismo, e la scarsa identificazione con il personaggio, da parte di Margherita Buy.